# Odległość Chernoffa
Odległość Chernoffa – miara stosowana w statystyce do oszacowania różnicy między dwoma rozkładami prawdopodobieństwa.

## Definicja formalna
Dane są dwa rozkłady prawdopodobieństwa {\displaystyle p_{1},p_{2}.} Odległość Chernoffa definiuje się jako:
{\displaystyle d_{c}(p_{1},p_{2})=\max _{0\leqslant t\leqslant 1}\left[-\ln \int p_{1}(x)^{t}p_{2}(x)^{1-t}dx\right].}
Jej specjalnym przypadkiem, przy ustalonym parametrze {\displaystyle t={\frac {1}{2}},} jest odległość Bhattacharyya.